# Söderströmsbron
Söderströmsbron est un pont ferroviaire du quartier de Södermalm à Stockholm en Suède. 

## Description
Le pont du Söderström est un pont ferroviaire enjambant la voie navigable de Söderström. 
Le pont a été inauguré en 1957 et il est utilisé par le métro de Stockholm. 
Le pont est emprunté par les lignes rouge et verte et constitue l'un des itinéraires les plus fréquentés de tout le système de transport en commun de Stockholm.
Le Söderströmsbron mesure environ 280 mètres de long et 20 mètres de large et s'étend entre les stations de métro Slussen (sv) et Gamla Stan (sv). 
Avec le pont, inauguré le 24 novembre 1957, une pièce importante du puzzle a été mise en place pour relier les branches nord du métro aux branches sud.
Le pont se compose d'un total de six ponts, deux ponts en acier (partie nord) et quatre ponts en béton (partie sud). La partie nord, qui s'étend sur le Söderström, possède une superstructure de pont en poutres d'acier reposant sur des piliers de pont triples en forme de disque en béton. La plus grande travée a une portée de 21,2 mètres et la hauteur libre est de 4,6 mètres.
Vers le nord et la station de Gamla Stan, la hauteur diminue. 
La partie sud, qui traverse Söder Mälarstrand, possède une superstructure de pont en béton soutenue par des piliers ronds en béton. La fondation est constituée de pieux en bois et de pieux tubulaires en acier. Le pont comporte cinq voies et plusieurs aiguillages.
Le pont est le seul endroit possible du métro où les lignes verte et rouge peuvent se croiser. 
L'entreprise Sölvesborg Stål & Rörmontage AB, qui a fabriqué entre autres le pont de Sölvesborg, a fabriqué en 2017 les quatre ponts de métro qui composent le pont.
Juste à l'ouest de Söderströmsbron se trouve le Centralbron pour la circulation des véhicules et des trains. À l'est du Söderströmsbron, la ville de Stockholm prévoit un pont pour piétons et cyclistes, qui sera construit dans le cadre du projet Slussen.

## Galerie

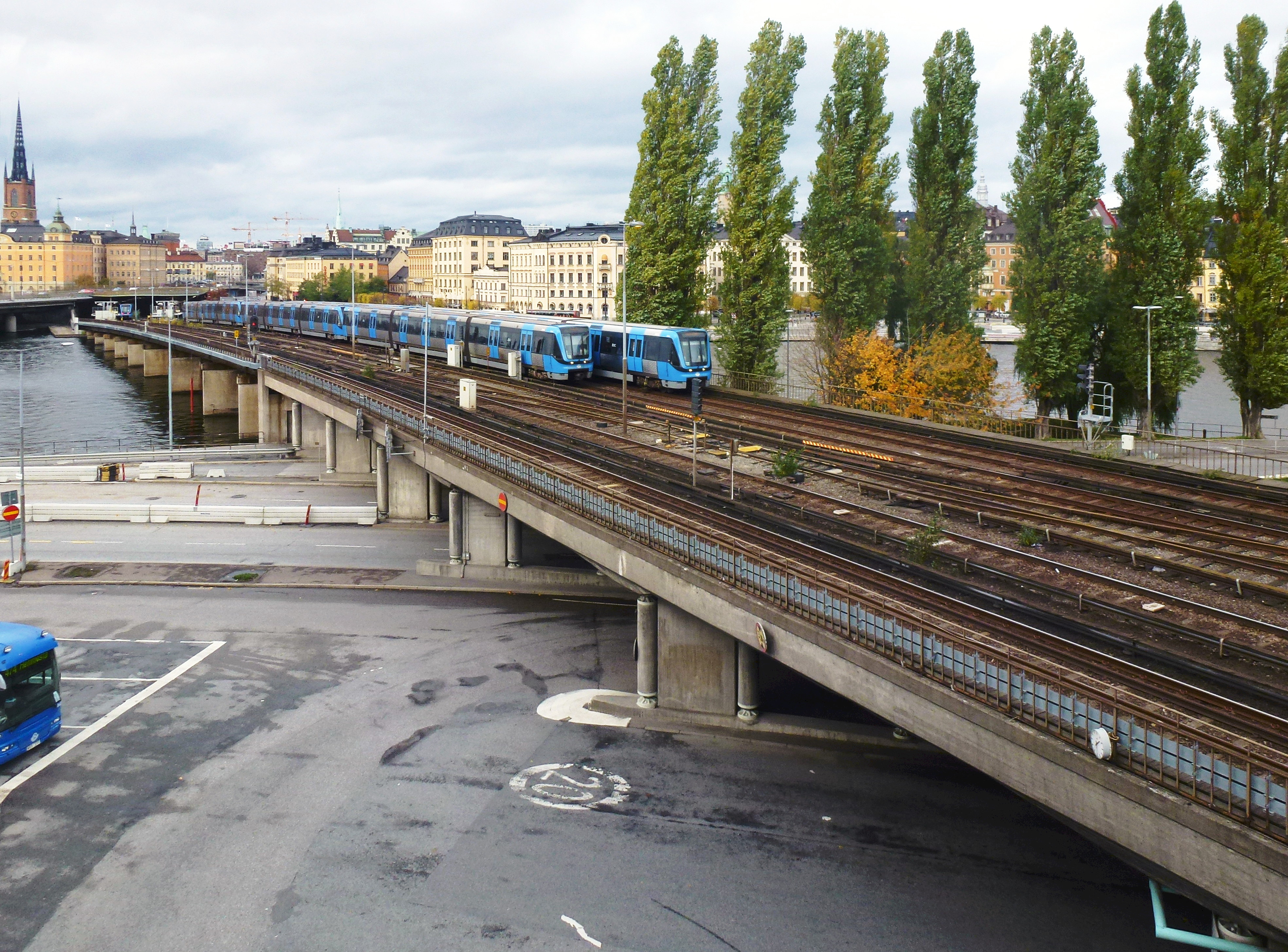
Le pont entier vu depuis Slussen.
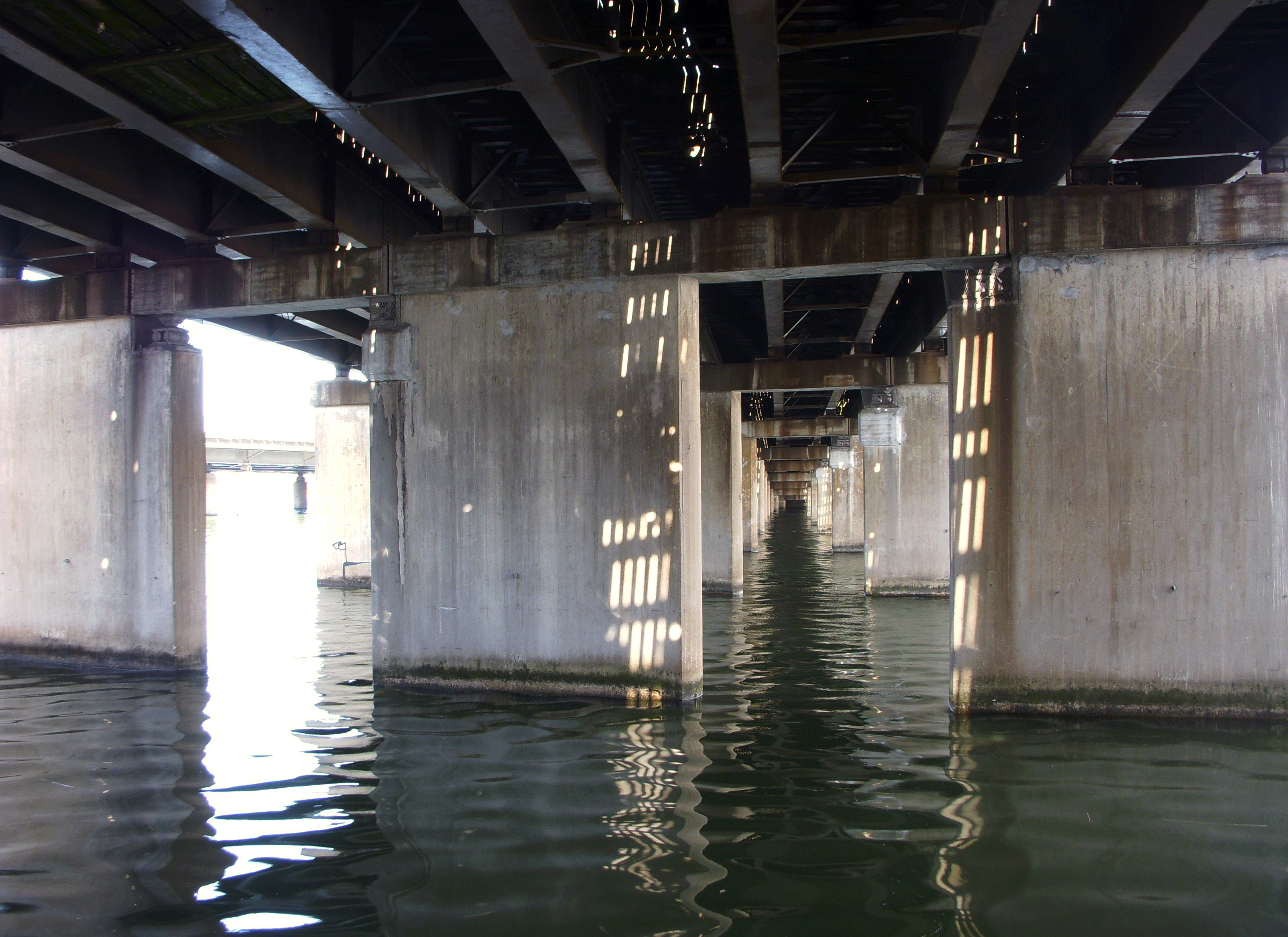
Sous le pont, vue vers le nord.
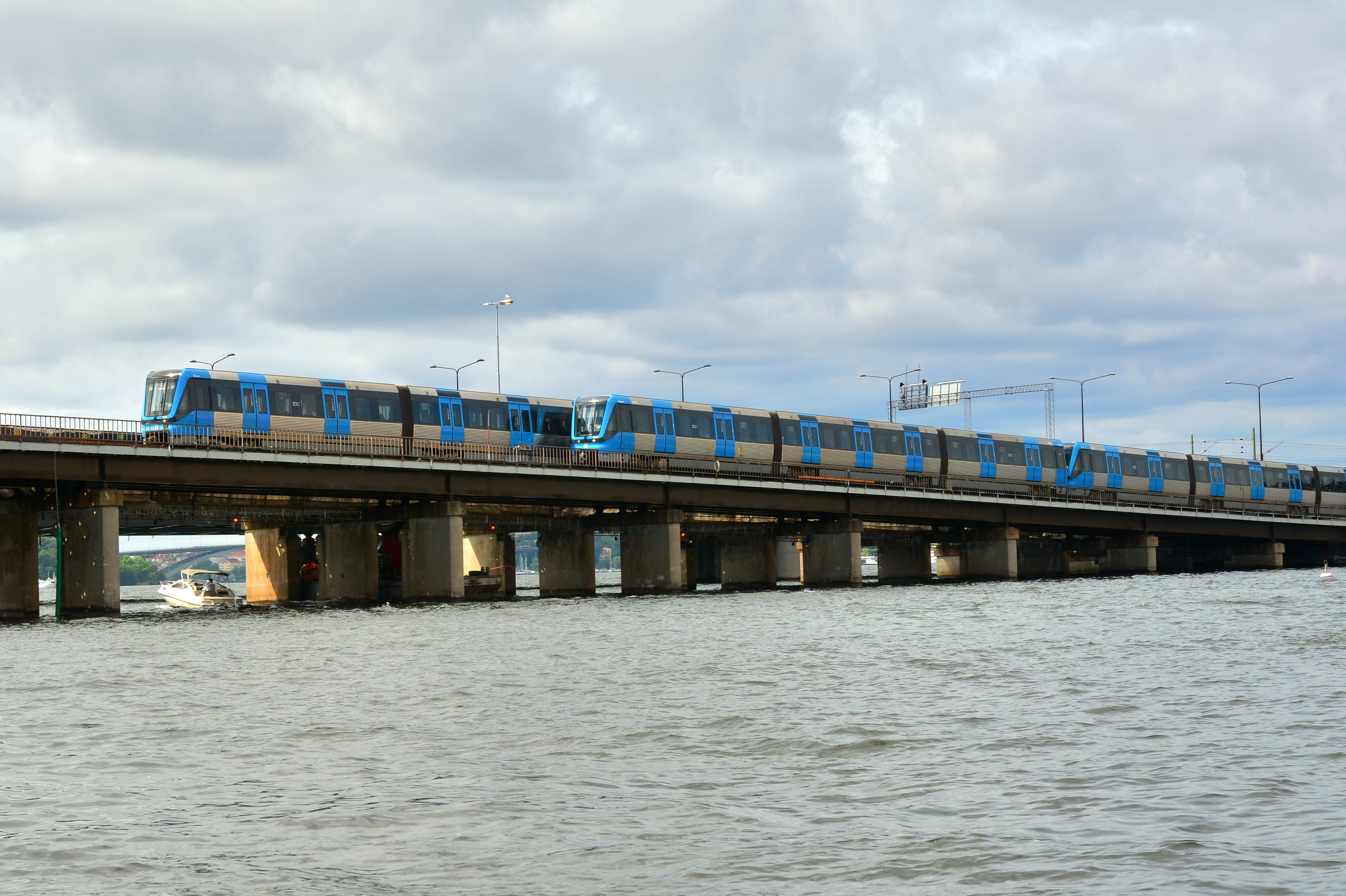
Le pont vu de l'est.
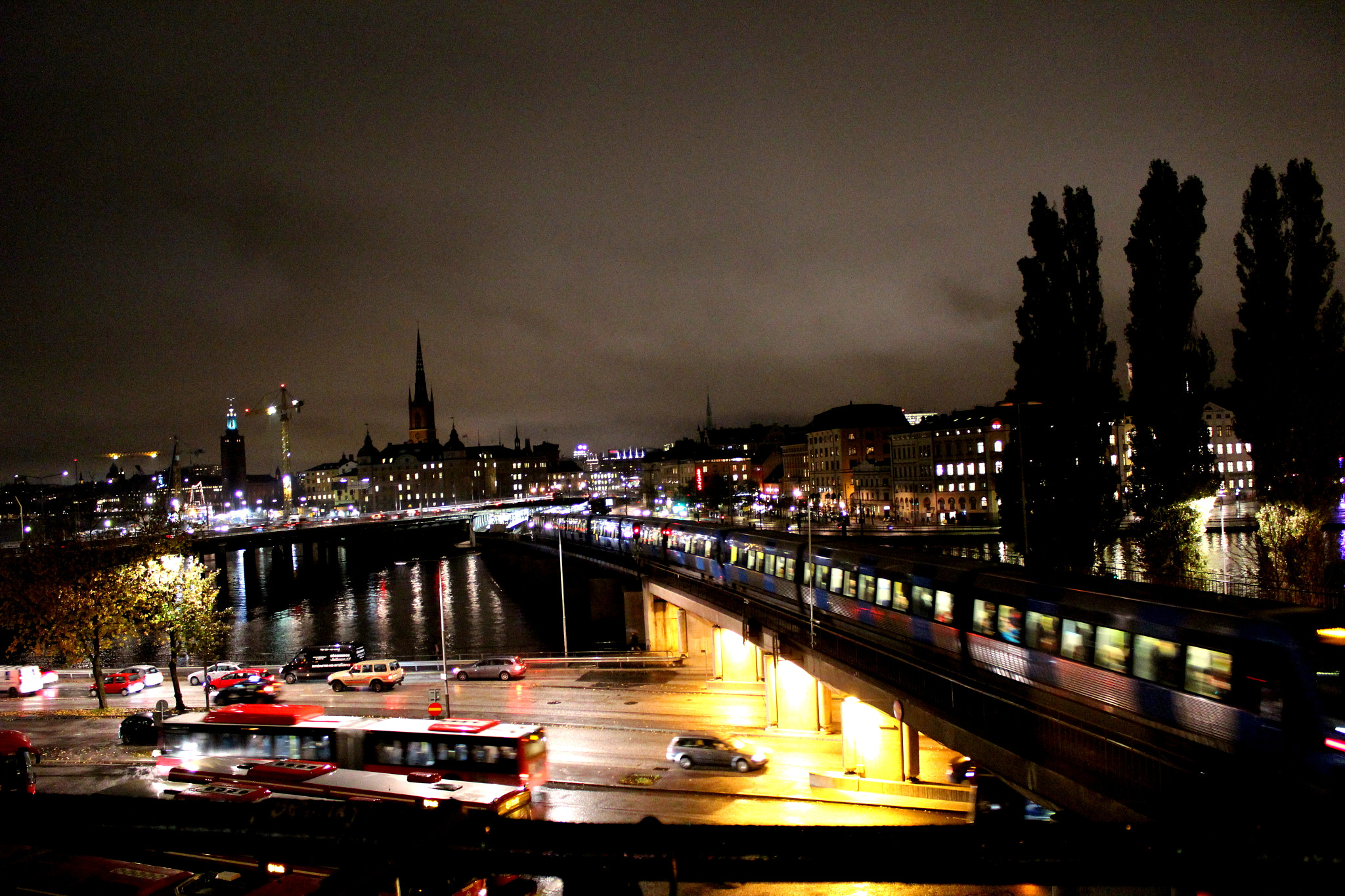

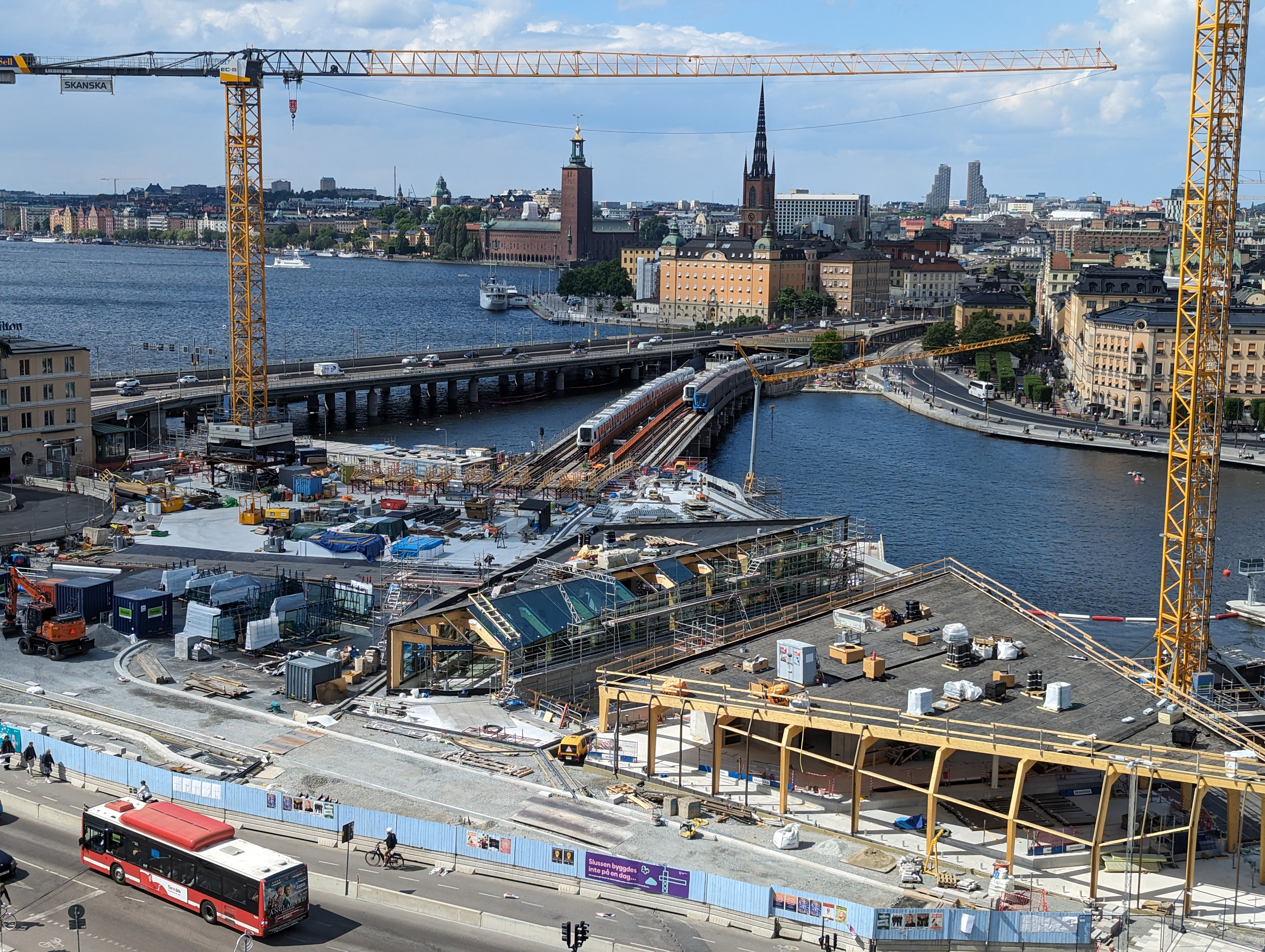
Une journée à Slussen le 6 juin 2024. Vue depuis l'ascenseur Katarina.
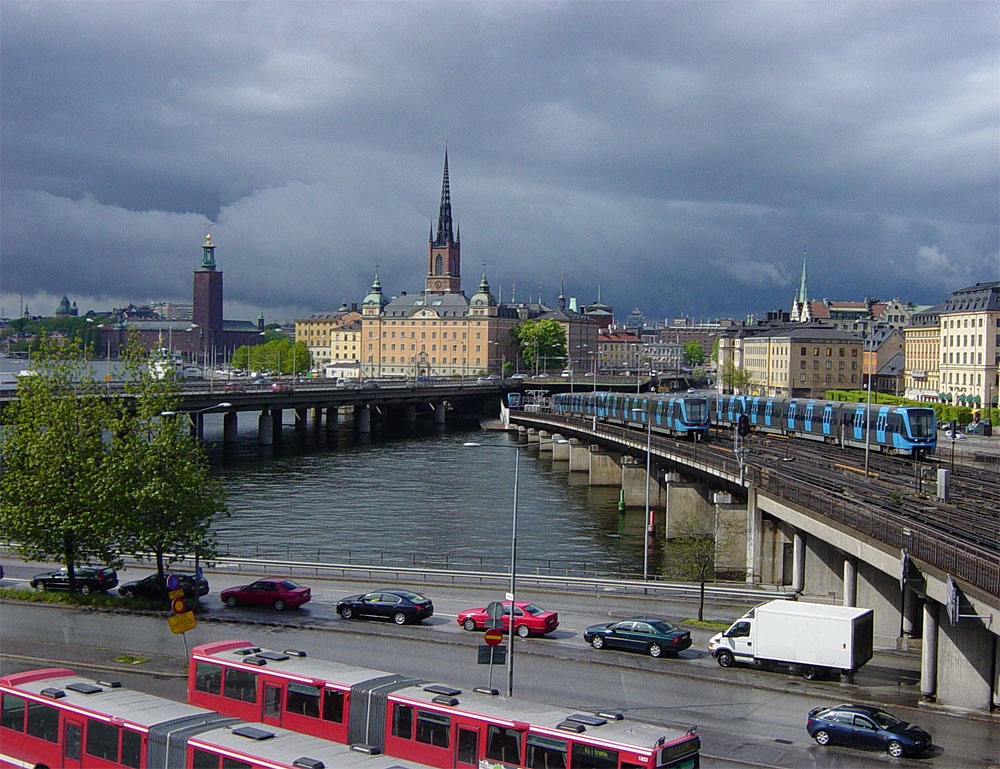
Vue de Södermalmstorg, avec Riddarholmen au centre
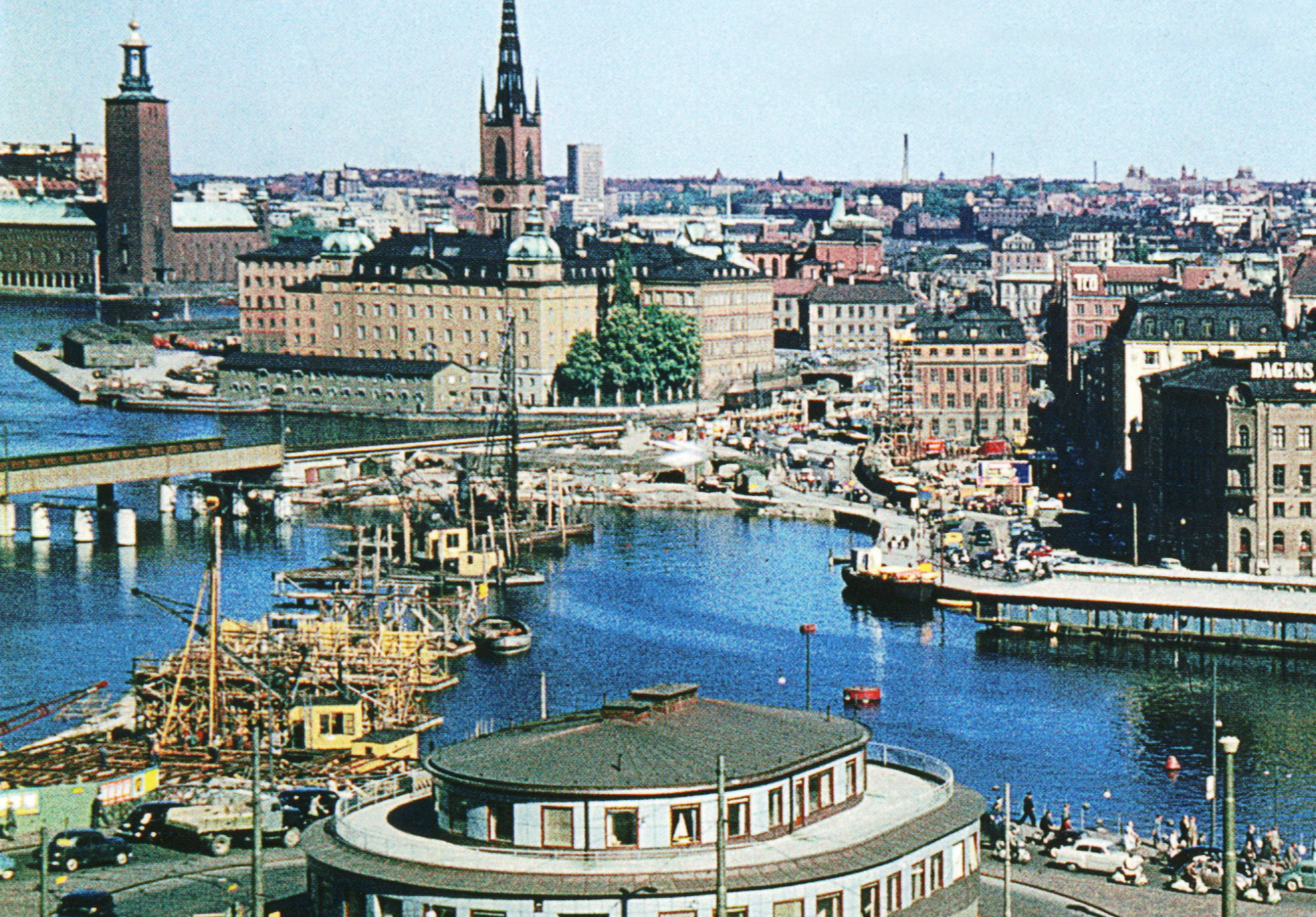
Söderströmsbron en construction en 1956, vue de Slussen.
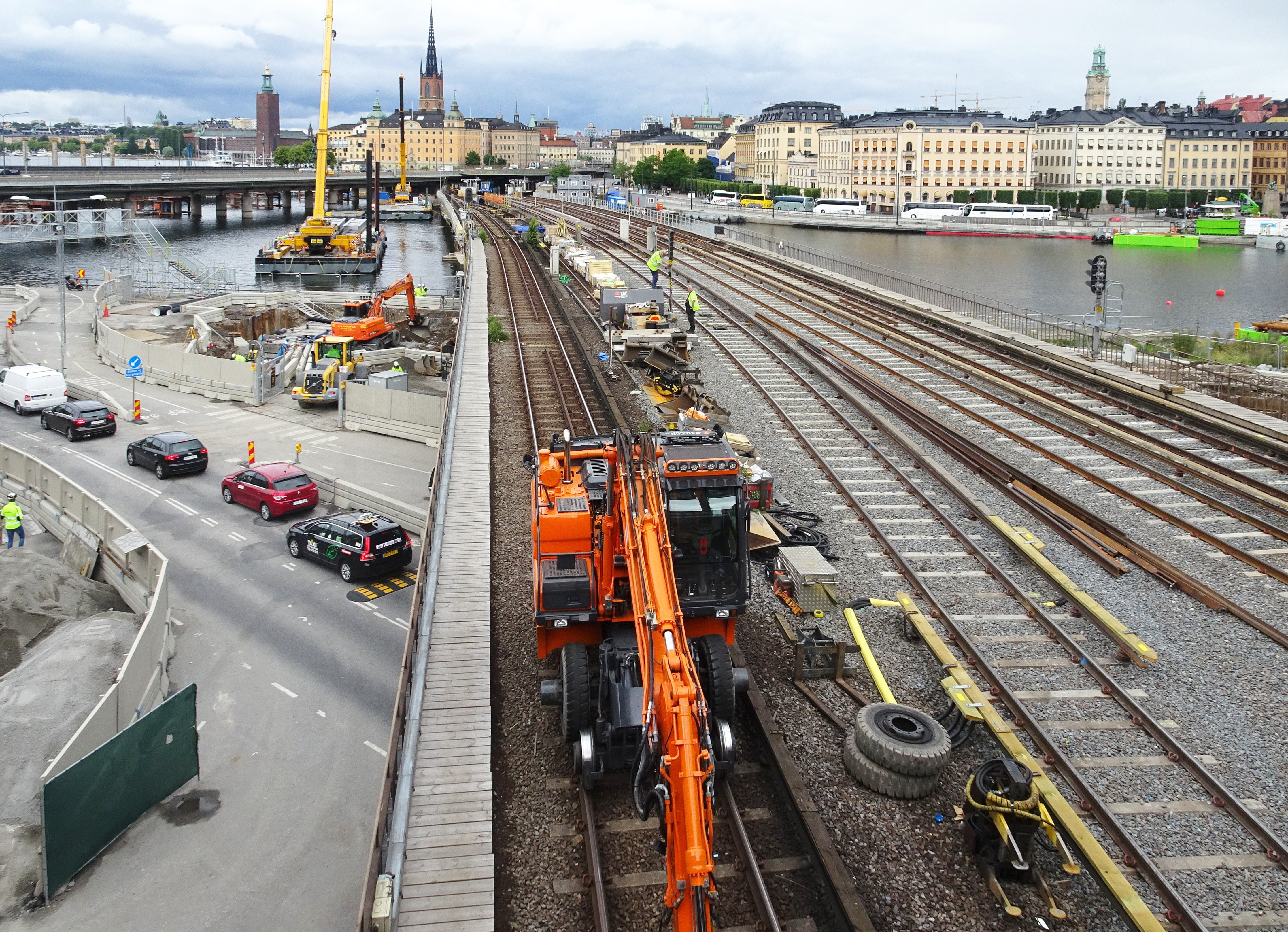
Rénovation du pont en 2019.